# Ганс фон Фріш
Ганс фон Фріш (нім. Hans von Frisch; 14 серпня 1875, Відень, Австро-Угорська імперія — 15 березня 1941, Відень, Німеччина) — доктор права, професор, ректор Чернівецького університету в 1913—1914 навчальному році.

## Біографія
Ганс фон Фріш народився в відомій австрійській родині: його батько — відомий у Відні уролог Антон фон Фріш, мати — Марія Екснер, один з братів — зоолог, лауреат Нобелівської премії Карл фон Фріш.
Ганс вивчав у Віденському університеті юриспруденцію, вступив у студентське братство (корпус dem Corps Symposion).
В 1900 році захистив дисертацію і став доктором права.
Свою кар'єру викладача вищої школи почав у 1903 році як приват-доцент з конституційного та адміністративного права в Гейдельберзькому університеті Рупрехта-Карла.
Між 1904 і 1906 роками він також викладав як приват-доцент публічне право в університеті міста Фрайбург (Університет Фрайбурга імені Альбрехта Лудвіга).
У 1906 році він був призначений ординарним професором права в університеті міста Базеля, а 1909 року деканом юридичного факультету цього університету.
У 1912 році Ганс фон Фріш прийняв призначення як професор юриспруденції в університеті м. Чернівці, у 1918—1919 роках був деканом юридичного факультету цього університету.
На 1913—1914 навчальний рік Ганс фон Фріш був обраний ректором Чернівецького університету.
Під час розпаду Австро-Угорської імперії у 1918 році виступав за перебазування німецькомовного Чернівецького університету в австрійське місто Зальцбург.
У 1919 році Ганса фон Фріша призначають завідувачем кафедри конституційного, адміністративного та державного права у Віденському технічному університеті, паралельно він як професор викладає державне право у Віденському університеті.
З 1923 по 1925 рік Ганс фон Фріш працював у Віденському технічному університеті також деканом.
З 1933 року він був у відпустці, а в 1938 році відновлений знову на попередніх посадах.
Помер Ганс фон Фріш у Відні 15 березня 1941 року.

## Публікації[3]
- Die Verantwortlichkeit der Monarchen und höchsten Magistrate (Berlin, 1904);
- Widersprüche in der Literatur und Praxis des Schweizerischen Staatsrechts (Zürich, 1912);
- Der Krieg im Wandel der Jahrtausende (München, 1914);
- Der völkerrechtliche Begriff der Exterritorialität (Wien, 1917);
- Monroedoktrin und Weltpolitik der Vereinigten Staaten von Nordamerika (Wien, 1917);
- Baugesetzkunde (Wien, 1922);
- Lehrbuch des österreichischen Verfassungsrechtes (Wien, 1932);
- Die Gewaltherrschaft in Österreich 1933 bis 1938 (Leipzig, 1938).